# Position du lotus
Pour les articles homonymes, voir Lotus.

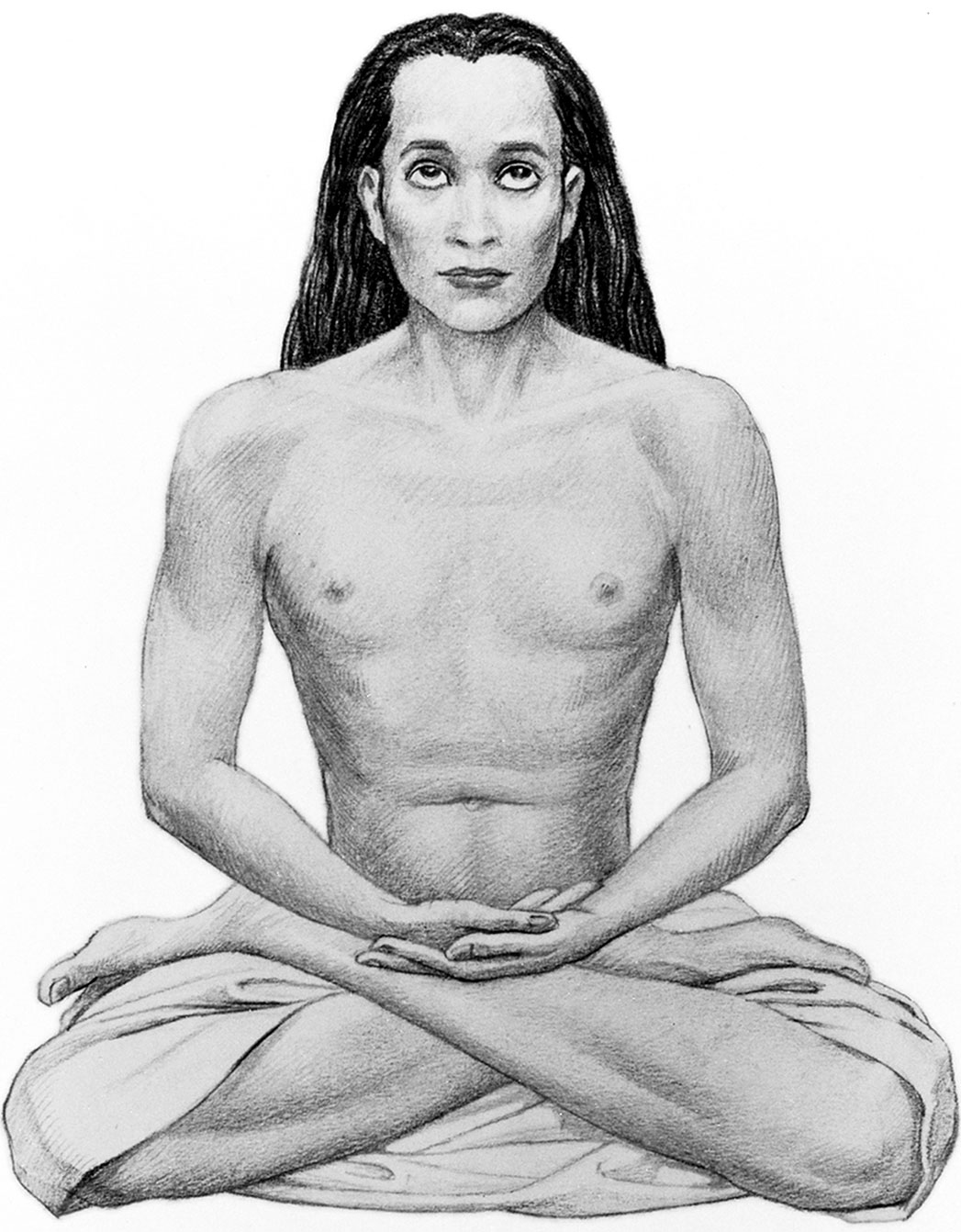
Position du lotus.

La position du lotus (en sanskrit पद्मासन / padmāsana)  est une posture de hatha yoga ainsi qu'une position utilisée dans la méditation yogique (Dhyana) ou bouddhique. Une variante de cette position est la position du demi-lotus (Siddhasana). Elle est la position de méditation par excellence.

## Pratique
Elle se pratique en principe à même le sol, sans support sous les fesses :
- les jambes croisées - pied droit sur la cuisse gauche, pied gauche sur la cuisse droite ;
- le dos droit mais sans creuser les reins ;
- les mains reposant sur les genoux (ou dans le giron) ;
- les deux genoux doivent toucher le sol ;
- la tête dans l'alignement de la colonne.

Lorsque les deux pieds sont sous les cuisses, on parle alors de position « assis en tailleur ».

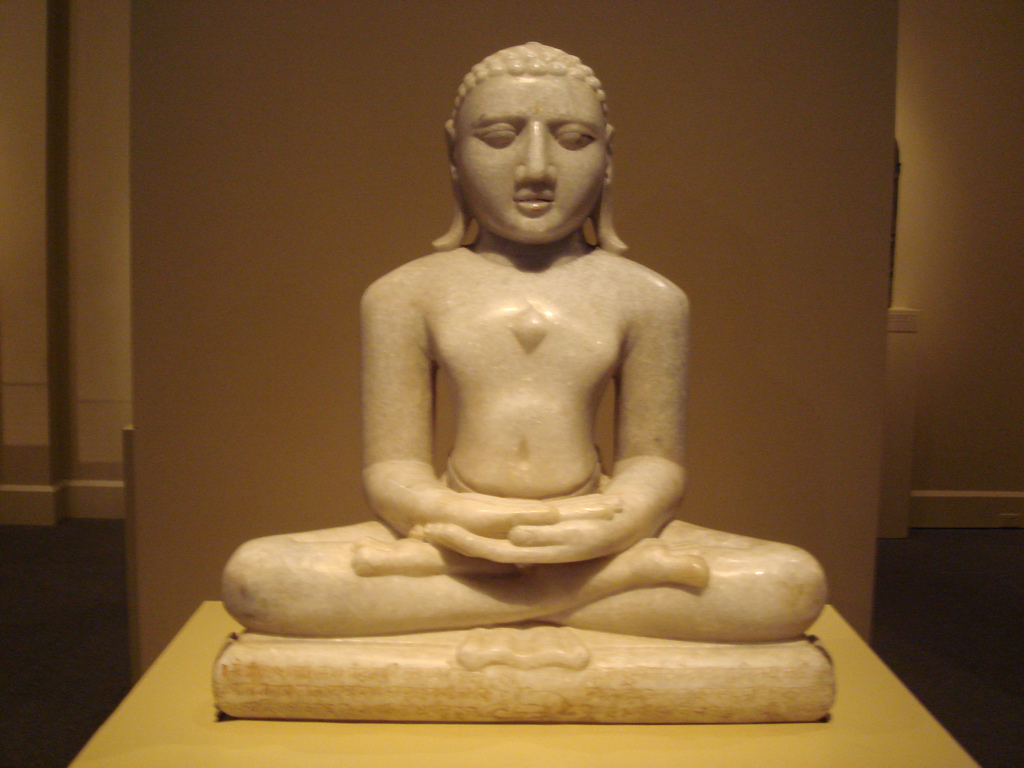
Le Jina Rishabhanatha en position du lotus. Pierre et marbre blanc. Gujarat, 1612 (?).

Dans le bouddhisme zen, les pratiquants s'assoient sur un zafu et non à même le sol. Mais c'est là plus généralement le cas dans les écoles du bouddhisme d'Asie de l'Est. 